# Blerizam
U britanskoj politici, termin blerizam se odnosi na političku ideologiju bivšeg lidera Laburističke stranke i premijera Tonija Blera. Termin je ušao u prvo izdanje rečnika engleskog jezika izdavačke kuće Pingvin 2000. Zagovornici blerizma se nazivaju bleristi.

## Ideologija
Politički, Bler se poistovećivao sa rekordnim ulaganjem u javne usluge, kao intervencionista i zagovarač spoljne politike atlantizma, podržavao je jače sprovođenje zakona sile, veoma se fokusirao na prismotru kao način za borbu protiv terorizma i na edukaciju kao sredstvo ohrabrenja društvene poktetljivosti. U ranim godinama, (oko 1994 – 1997) blerizam je, takođe, povezan sa podržavanjem evropske integracije i naročito sa učećem Britanije u stvaranju jedinstvene evropske valute, mada je ovo oslabilo nakon što su Laburisti preuzeli vlast.
Termin se naročito koristi kao suprotnost braunistima, kako bi se identifikovali oni unutar Laburističke stranke koji se više povezuju ili se poistovećuju sa Gordonom Braunom, nego sa Blerom. Međutim, pošto su se Bler i Braun slagali oko većine političkih pitanja (od Iraka do reforme javnog sektora), komentatori su primetili ,,da je razlika izmedju braunista i blerista ... više plemenska nego ideološka“. Veruje se da je ovo poteklo iz ličnog neslaganja između Blera i Brauna oko toga ko treba da se kandiduje za rukovodioca nakon smrti Džona Smita 1994. godine: iako je Braun prvobitno bio na višoj poziciji, čekao je da prođe sahrana Smitu da započne kampanju ali do tada je Bler već postao previše snažan da nije bilo moguće pobediti ga. Međutim, u svojoj knjizi ,,Šta god je potrebno“, Stiv Ričards nudi drugačije viđenje: da je postojalo značajno neslaganje između njih dvojice oko relativnog siromaštva, nivoa javne potrošnje i mogućnosti izbora u javnim uslugama.
Mnogo se raspravljalo o Blerovoj zaostavštini britanskoj politici. O tome se mnogo više govorilo nakon septembra 2006. godine kada je Bler objavio da namerava da se povuče u roku od godinu dana, a posebno od maja 2007. godine kada je rekao da će podneti ostavku na mesto premijera 27.juna 2007. godine. Neki su čak i spekulisali da, ako koalicija blerista treba da bude smatrana suštinski pro–tržišna anti–kozvervativistička, Liberalne demokrate bi mogle biti i njihovi krajnji naslednici.
U članku iz 1999. nedeljni list Ekonomist navodi:
,,Godpodin Bler će nesumljivo izvršti svoju dužnost i izdašno hvaliti slavnu Laburističku prošlost. Ali, u stvari, gospodin Bler je uvek iskazivao znatnu ambivalentnost prema istoriji Laburističke stranke. Njegovo najveće dostignuće u opoziciji je to što je partija odbacila svoju istorijsku odanost nacionalizaciji, i umanjila svoje tradicionalne veze sa sindikatima. Povemeno bi i nagovestio da je sam temelj Laburističke stranke greška, jer je podelio ,,naprednu“ politiku i uveo je u vek u kojem dominiraju konzervativci. Gospodin Bler zna da sve ovo mnoge vernike stranke čini nelagodnim.“
Blerov mandat je poznat po proširenju LGBT prava, kao što je uvođenje legalnih građanskih partnerstava. Bler je sam rekao LGBT organizaciji Stonewall da ,,ono što se desilo je da se kultura zemlje nesumnjivo promenila“ i da ,,zbog toga nije samo veoma ponosan već i da je to donelo veliku radost“. Bler je takođe i tvrdio da je ustao iz stolice i zaplesao kada je video prve istopolne ceremonije na televiziji.

## Odnos sa prethodnim administracijama
Dejli telegraf je u aprilu 2008. izneo da je Blerov program, sa naglaskom na ,,Novi Laburisti“, prihvatio tačerističku ideologiju slobodnog tržišta. Članak ističe deregulaciju, privatizaciju ključnih nacionalnih industrija, održavajnje fleksibilnog tržišta rada, marginalizujući sindikate i prenošenje ovlašćenja za donošenje odluka sa centralnih vlasti na lokalne vlasti, kao dokaz.
U dokumentarnom filmu pod nazivom ,,Tori! Tori! Tori!“ koji se emitovao na BBC Four kanalu opisano je Blerovo lično i duboko divljenje prema Tačerovoj i njegova odluka da ona bude prva osoba spolja koju zvanično poziva da ga poseti u Dauning Stritu 10.
Prethodni premijer Džon Mejdžor je jedan od prvobitnih ličnosti koja stoji iza procesa severno-irskog mira koji je Bler nastavio, i obojica su vodili kampanju podrške Sporazuma iz Belfasta. Međutim, Bler je kasnije oholo odbio Mejdžora jer je odbio da ga pozove na zajedničko obraćanje gornjeg i donjeg doma povodom mirovnog procesa.
Nasamo, Bler je nazivao Tačer ,,poremećenom“, opis koji je kasnije postao i javan. Bler je kritikovao zapisnik Tačerove vlade o siromaštvu i učinio ključnim pitanjem ekonomske politike Laburističke stranke. Glavni cilj je bio da se iskoreni siromaštvo dece u Britaniji u roku od 20 godina na osnovu činjenice da je jedna trećina britanske dece siromašna nakon vlasti Tačerove u poređenju sa stopom od 9% iz 1979. (iako je ova statistika sporna).
Bler je takođe ukinuo Član 28, i zalagao se za veću pro-evropsku inicijativu u odnosu na Tačerovu. Blera su kritikovale brojne tačerove pristalice kao što su Džon Redvud, Norman Tebit i Vilijam Hejg.
U svojoj autobiografiji ,,Putovanje“ objavljenoj 2010. Bler opaža:
,,Iako je to izazvalo dosta nesklada i neodobravanja unutar stranke, ja sam čak odlučio da priznam da podržavam promene koje je Margaret Tačer napravila. Znao sam da kredibilnost kompletnog projekta Novih Laburista počiva na prihvatanju da je većina onoga što je ona htela da uradi u osamdesetim neizbežno, što je posledica ne ideologije već društvene i ekonomske promene. Način na koji je ona to uradila je često veoma ideološki, nekad i bespotrebno, ali to nije promenilo osnovnu činjenicu - Britanijji je bila potrebna industrijska i ekonomska reforma Tačerove vlasti.“

## Odnos sa kasnijim administracijama
Gordon Braun je nasledio Blera na mestu premijera, nakon Braunovog dugog mandata kao kancelara blagajne. Iako su u medijima viđeni kao veoma bliski, Bler je kasnije u svojoj autobiografiji ,,Putovanje“ napisao da ga je ,,izluđujući“ Braun veoma uspešno ucenjivao dok je bio u Dauning Stritu 10. Bler je optužio Brauna da je organizovao istragu skandala ,,keš za plemstvo” i naveo da je netrpeljivost između njih dvojice bila toliko jaka da je zbog toga često pribegavao alkoholu, što je velika promena za Blera. Bler je, takođe, rekao novinaru Endrju Maru da je, kako su njihove zajedniče godine rada prolazile, saradnja je postala ,,skoro pa nemoguća”.
Kao što je navedeno ranije, obojica su imali slične stavove o aktuelnim pitanjima i politici vlade. Ono u čemu su se razilazili posledica je uglavnom različitih ličnosti, porekla, i stila upravljanja.

## Bleristi
Osim Tonija Blera lično, sledeći istaknuti laburistički političari često su smatrani bleristima, ali se ne moraju identifikovati kao takvi:
Endrju Adonis – Bivši ministar u senci za infrastrukturu i ekonomsku saradnju i bivši sekretar za transport.
Valeri Amos – Podsekretar generalnog direktora za humanitarna pitanja i koordinator za vanredne situacije, visoki komesar Velike Britanije za Australiju i prva afroamerikanka u kabinetu.
Hilari Armstrong – Bivši ministar kabineta i šef poslaničke grupe.
Hejzel Blers – Bivši državni sekretar za zejednicu i lokalnu samoupravu.
Dejvid Blanket – Bivši ministar unutršnjih poslova.
Stiven Bajers – Bivši državni sekretar za saobraćaj, lokalnu samoupravu i region i bivši poslanik.
Ben Bredšo – Bivši sekretar za kulturu.
Liam Birn – Državni sekretar u senci za rad i penzioni sistem.
Čarls Klark – Bivši ministar unutrašnjih poslova i bivši poslanik koji je izgubio mesto 2010. godine na opštim izborima.
Čarls Falkoner – Bivši Lord kancelar.
Caroline Flint – Bivši državni sekretar u senci za energetiku i klimatske promene.
Patricia Hjuit – Bivši državni sekretar za zdravstvo i bivši poslanik.
Margareta Hodž – Bivši predsednik odbora za kontrolu javnih finansija.
Džef Hun – Bivši državni sekretar odbrane.
Tristram Hant – Bivši poslanik za izbornu jedinicu Stouk–on–Trent Central.
John Haton – Bivši državni sekretar za odbranu, bivši poslanik i sada predsednik komisije za penzije u javnom sektoru za konzervativno-liberalno–demokratsku koaliciju.
Tesa Džovel– Bivši sekretar za kulturu.
Alan Džonson – Bivši ministar unutrašnjih poslova.
Salli Keeble – Bivši poslanik za izbornu jedinicu Northampton North.
Rut Keli – Bivši ministar kabineta i ekonomista.
Liz Kendal – Poslanik izborne jedinice Lester West–a i bivši kandidat za vođu Laburista.
Ona King – Bivša poslanica koja je izgubila svoje mesto od Džordža Galoveja i poraženi kandidat laburista za gradonačelnika Londona.
[Dejvid Lemi] – Bivši ministar za visoko obrazovanje i poslanik okruga Totenhem.
Piter Mendelson – Bivši prvi državni sekretar i potparol.
Alan Milburn – Bivši sekretar za zdravstvo, bivši poslanik i sada car društvene pokretljivosti pod upravom konzervativno–liberalno–demokratske koalicije.
Dejvid Milibend – Bivši ministar inostranih dela i poslove Komonvelta i poraženi kandidat za vođu laburista.
Estel Moris – Bivši sekretsr za obrazovanje i trenutno plemić.
Sali Morgan – Bivši generalni sekretar vlade, ministar za ženska prava i predsedavajući Ofsted–a.
Džim Marfi – Bivši lider škotske Laburističke partije.
James Purnell – Bivši državni sekretar za rad i penzioni sistem i predsednik IPPR–a.
[Džon Rid] – Bivši ministar unutrašnjih poslova.
Džeki Smit – Bivši ministar unutrašnjih poslova i kandidat za potpredsednika BBC–ija.
Tome Haris – Bivši poslanik.